# スナイダー対フェルプス事件
スナイダー対フェルプス事件（Snyder v. Phelps）562 U.S. 443 (2011)は、アメリカ合衆国連邦最高裁判所が公道で行われる公共の関心事についての表現についてランドマーク的な判断を示した事件であり、表現が「攻撃的」または「言語道断」と見做されたり受け取られる状況においても、感情的な苦痛を受けたか否かを基準に責任を負わせることはできないと判示した。
この事件では、合衆国憲法修正第1条が、葬儀場の近くにおける公衆の抗議者を、不法行為によって感情的苦痛を受けたという主張から保護するかどうかの問題を提起した。イラク戦争で息子のアメリカ海兵隊員のマシュー・スナイダーを失った同性愛者のアルバート・スナイダーは、故意によって精神的苦痛を与えられたと主張した。主張は、葬儀場でピケを張っていたウエストボロ・バプティスト教会だけでなく、フェルプスの家族の行動に対しても行われた。裁判所は、公的問題に関する彼らの表現が完全に保護されていると判断し、8対1でフェルプスを支持する決定をした。